# Dronning Emmas Bro
Dronning Emmas Bro (nederlandsk: Koningin Emmabrug) er en pontonbro i det centrale Willemstad, hovedstaden i østaten Curaçao. Broen er 168 meter lang, og det er den eneste flydende træ-svingbro i verden. Broen er konstrueret af 16 pontoner, der holder broen flydende i Sankt Anna-bugten. Broen forbinder de to bydele Punda og Otrobanda, som tilsammen udgør hovedstadens historiske centrum.

## Historie
Uddybende artikel: Kong Christian den Niendes Pontonbro.
Den første bro blev bygget i 1888. I 1939 renoverede man broen, og her importerede man pontonerne fra Kong Christian den Niendes Pontonbro, Danmark. De udgjorde fra 1863 til 1933 forbindelsen over Limfjorden mellem Aalborg og Nørresundby.
I starten kunne man udelukkende passere broen mod betaling. Dog tog man hensyn til den fattige del af befolkningen, således at folk 'uden sko' måtte passere gratis. Siden 1974 har broen kun været åben for fodgængere, idet man dette år åbnede Dronning Julianas Bro 500 meter mod nord.
I begyndelsen af det 21. århundrede var broen i meget ringe forfatning. Fra midten af 2005 til maj 2006 var brugen derfor lukket af, således man kunne renovere broen. Renoveringen blev betalt af EU (pris: 33,5 mill. DKK). Ved renoveringen genanvendte man kun pontonerne, mens dækket samt de andre komponenter blev udskiftet.